# Calathura brachiata
Calathura brachiata là một loài chân đều trong họ Leptanthuridae. Loài này được Stimpson miêu tả khoa học năm 1853.